# Dorothy D. Houghton
Dorothy Deemer Houghton (11 de març de 1890 - 15 de març de 1972) era una funcionària pública del partit Republicà Americà.
La Dorothy va néixer a Red Oak, Iowa i va créixer entre Red Oak i Des Moines. Era la filla de Horace E. Deemer, qui era jutge a la Cort Suprema d'Iowa. Va conèixer diverses figures polítiques a la seva infantesa a causa dels contactes del seu pare, amb qui va tenir una bona relació. Va estudiar al Wellesley College, graduant-se el 1912. Es va casar amb Hiram Houghton i va tenir quatre nens, però sentia una manca d'"estimulació intel·lectual" essent una mestressa de casa. El 1921, va esdevenir la primera dona a l'Iowa State Conservation Board. El 1934, va servir com a secretària temporal pel Partit Republicà d'Iowa. Va esdevenir presidenta de la Federació d'Iowa dels clubs de les dones el 1935.[5] L'any següent, va ser fixada al Board of Education i va servir al Board of Curators per la State Historical Society d'Iowa.
Houghton va ser elegida presidenta de la Federació General dels clubs de les dones (GFWC) el 1950, fins al 1952.[5] Va donar suport a les Nacions Unides com a presidenta del GFWC. També va donar suport a la campanya presidencial de Dwight Eisenhower a través de diversos estats. Seguint l'elecció d'Eisenhower com a president, va ser fixada com a directora ajudant del Mutual Security of Refugees and Migrants, actuant com a ambaixadora benevolent. El 1956 es va retirar, i va rebre el Premi Nansen aquell any, en reconeixement de la seva tasca amb els refugiats, presentat per Eleanor Roosevelt. Posteriorment va fer campanya per a la re-elecció d'Eisenhower, i va esdevenir vicepresidenta del Col·legi Electoral.
Després de la seva carrera política, Houghton es va retirar a Red Oak i va continuar ajudant a diversos comitès. Es va mudar a la ciutat d'Iowa el 1957 després la mort del seu marit, on va publicar les seves memòries, Reflexions. Va morir el 1972 amb 82 i va ser enterrada a Red Oak.